# Dragon Ball Daima
Dragon Ball Daima (ドラゴンボールDAIMA Doragon Bōru Daima), stiliseret som Dragon Ball DAIMA, er en japansk animeserie produceret af Toei Animation. De er den sjette animerede TV-serie i Dragon Ball-franchisen, samt den anden og sidste til at blive skrevet af franchisens skabe Akira Toriyama, som døde i marts 2024. Serien, som foregår efter begivenhederne i Dragon Ball Z og før begivenhederne i Dragon Ball Super, blev sendt på Fuji TV i perioden oktober 2024 til februar 2025.

## Præmis
Ét år efter den onde dæmon Bøh blev besejret og Dabura blev dræbt i Dragon Ball Z, bruger den ny Øverste Konge af Dæmonriget, Gomah (ゴマー Gomā), jordens Dragekugler til at forvandle Son-Goku og hans venner til børneudgaver af sig selv for at de ikke skal være en trussel mod ham, hvorefter han kidnapper Dende. Son-Goku, Shin, Vejita, Piccolo og Bulma får hjælp af dæmonerne Glorio (グロリオ Gurorio) og Panzy (パンジ Panji), som begge modsætter sig Gomah, på en rejse gennem de tre verdener af Dæmonriget for at samle denne verdens Dragekugler og gøre Gomahs ønske om og redde Dende.

## Stemmer
| Karakter     | Japansk                                             | Engelsk                                            |
| ------------ | --------------------------------------------------- | -------------------------------------------------- |
| Son-Goku     | Masako Nozawa                                       | Stephanie Nadolny (lille) Sean Schemmel (voksen)   |
| Øverste Kaio | Yumiko Kobayashi (lille) Shinichiro Ohta (voksen)   | Nia Celeste (lille) Kent Williams (voksen)         |
| Glorio       | Koki Uchiyama                                       | Aaron Dismuke                                      |
| Panzy        | Fairouz Ai                                          | Veronica Laux                                      |
| Gomah        | Showtaro Morikubo                                   | Tom Laflin                                         |
| Degesu       | Junya Enoki                                         | Landon McDonald                                    |
| Dr. Arinsu   | Yoko Hikasa                                         | Morgan Garrett                                     |
| Vejita       | Yudai Mino (lille) Ryō Horikawa (voksen)            | Paul Castro Jr. (lille) Christopher Sabat (voksen) |
| Piccolo      | Tomohiro Yamaguchi (lille) Toshio Furukawa (voksen) | Nasim Benelkour (lille)                            |
| Bulma        | Mai Nakahara (lille) Aya Hisakawa (voksen)          | Taylor Murphy (lille) Monica Rial (voksen)         |
| Kuririn      | Aki Kanada (lille) Mayumi Tanaka (voksen)           | Lara Woodhull (lille) Sonny Strait (voksen)        |
| Chichi       | Ai Kakuma (lille)                                   | Brittany Lauda (lille)                             |
| Kame-Sennin  | Nobuaki Kanemitsu (lille)                           | Jordan Dash Cruz (lille)                           |
| Trunks       | Tsubasa Yonaga (lille) Takeshi Kusao (baby)         | Celeste Perez (lille) Alexis Tipton (baby)         |
| Son-Goten    | Masako Nozawa                                       | Kara Edwards                                       |
| Dende        | Erina Goto (lille) Aya Hirano (voksen)              | Emi Lo (lille) Justin Cook (voksen)                |
| Mr. Satan    | Toru Sakurai (lille)                                | Cory J. Phillips (lille)                           |
| Mr. Popo     | Kimiko Saitō (lille) Yasuhiko Kawazu (voksen)       | Trisha Mellon (lille) Chris Cason (voksen)         |
| Kibito       | Yusuke Handa (lille) Shin Aomori (voksen)           | Aaron Michael (lille) Chuck Huber (voksen)         |
| Dæmonen Bøh  | Shiho Amuro (lille) Kōzō Shioya (voksen)            | Dusty Feeney (lille) Josh Martin (voksen)          |
| Yamchu       | Ryōta Suzuki                                        | Christopher Sabat                                  |
| Neva         | Hiroshi Naka                                        | Garrett Schenck                                    |
| Mester Kvæde | Ken Uo                                              | Christopher Sabat                                  |
| Dæmonen Kuu  | Tomokazu Seki                                       | Gerard Caster                                      |
| Dæmonen Duu  | Fukushi Ochiai                                      | Aaron Campbell                                     |
| Hybis        | Reimi                                               | Kristin Sutton                                     |

## Udgivelse
Dragon Ball Daima havde verdenspremiere ved Tokyo Big Sight den 6. oktober 2024 under Dragon Ball Daimatsuri-eventet, som fejrede den originale mangas 40 års jubilæum. Det første afsnit blev fremvist tre gange i løbet af dagen, hvoraf de to første havde skuespillere fra serien blandt deres publikum. Serien blev først sendt på Fuji TV den 11. oktober 2024 og blev kontinuerligt sendt hver fredag kl. 23:40 Det første afsnit var ti minutter længere end de andre. Animeserien blev konkluderet med dets 20. afsnit den 28. februar 2025.  Hele serien har hjemmeudgivelse i Japan på DVD- og Blu-ray-boxset den 2. juli 2025.
Crunchyroll begyndte at streame serien globalt uden for Østasien, Europa og Mellemøsten den 11. oktober 2024. I USA streamede Hulu samme dag, mens Netflix begyndte at streame serien i Asien den 14. oktober, og derefter visse dele af resten af verden den 18. oktober. Toei Animation og Fathom Events foreviste den engelske versionering af de tre første afsnit den 10. til den 12. november 2024 i amerikanske biografer. Den engelske udgave havde premiere på Crunchyroll den 10. januar 2025.

## Afsnit
| Nr. i serie | Nr. i sæson | Titel                                            | Instrueret af   | Storyboard af     | Japansk visning   | Dansk visning       |
| --- | ----------- | ------------------------------------------------ | --------------- | ----------------- | ----------------- | ------------------- |
| 1 | 1           | "Inbō" (インボウ) Oversat: "Sammensværgelse"     | Aya Komaki      | Yoshitaka Yashima | 11. oktober 2024  | Ikke vist i Danmark |
| Efter Deburas død bliver Gomah den nye Øverste konge over Dæmonriget. Han og Degesu, Vice-Øverste Konge og lillebror til Øverste Kaio Shin, ser hvad der skete med Dæmonen Bøh. Dr. Arinsu, Shin og Degesus storesøster, dukker op og spørger Gomah, om han vil fortsætte med at financiere hendes forskning, som Debura gjorde, og giver dem den idé at bruge Dragekuglerne til at gøre krigerne der kæmpede Bøh unge, så de ikke kan være en trussel mod Dæmonriget. Da Dæmonrigest Dragekugler er beskyttet af robotvæsner kaldet Tamagami, tager Gomah, Degesu og Neva, en namekianer og skaberen af Dæmonrigets Dragekugler, til Guds Udkigspost. Da de forlader Dæmonriget, lærer de at Arinsu tidligere har besøgt jorden. Z-krigerne og deres allierede, på nær Son-Gohan, fejrer på jorden Trunks' ni års fødselsdag hos Capsule Corporation. Samtidigt bruger Neva sine kræfter ved Guds Udkigspost til at samle jordens Dragekugler. Dende forsøger at stoppe dem, men bliver slået ud af Degesu. Degesu hidkalder Shenlong, og Gomah ønsker at Z-krigerne og deres allierede, som sloges mod Bøh, skulle blive til børn. |             |                                                  |                 |                   |                   |                     |
| 2 | 2           | "Gurorio" (グロリオ) Oversat: "Glorio"           | Kazuya Karasawa | Yoshitaka Yashima | 18. oktober 2024  | Ikke vist i Danmark |
| Z-krigerne og deres venner er blevet til børn per Gomahs ønske, mens de, der allerede var børn, er blevet til babyer. Gomah tager baby-Dende med som gidsel og vender tilbage med sin gruppe til Dæmonriget. Shin og Kibito, der kan mærke en forstyrrelse ved Guds Udkigspost, teleporterer dertil sammen med Son-Goku og Piccolo, hvor de finde en ung Mr. Popo, der forklarer, hvad som er hændt. Siden dødelige ikke normalt kan komme ind i Dæmonriget, lokaliserer Shin sit gamle skip, som tidligere bragte ham til jorden, inden Bøh vågnede op. Det har dog været forladt, og er nu ikke i en brugbar tilstand. Med løftet om at fikse skibet på ti dage, tage Bulma og Vejita til Udkigsposten for at begynde reparationsarbejdet. Et par dage senere ankommer et andet skib fra Dæmonriget, men dets chaufør, en dæmon ved navn Glorio, ønsker at standse Gomah på hans leders vegne, og han anmoder Son-Goku om hjælp dertil. Son-Goku accepterer sammen med Shin, mens at Vejita og de andre Z-krigere og allierede må vente på at Bulma for fikset skibet. |             |                                                  |                 |                   |                   |                     |
| 3 | 3           | "Daima" (ダイマ) Oversat: "Daima"                | Takao Kiriyama  | Yoshitaka Yashima | 25. oktober 2024  | Ikke vist i Danmark |
| Glorio, shin og Son-Goku flyver til en nærtliggende planet kaldet Batapi. Der møder de en Warp Lord, en kæmpe, fiske-lignende entitet, der agerer portal mellem Dæmonriget og de kendte universer. Glorio bruger en pinkode til at begynde gennemrejsen, hvilket Shin ikke kan huske fra sin egen, tidligere gennemrejse, men formår ikke at bringe denne information videre til Kibito, inden de bliver teleporteret ud af rækkevidde. Gruppen ankommer til adgangsporten til Dæmonriget, som er delt op i tre verdener, og de tager ind i den Tredje Dæmonverden. Glorio forklarer, at man kun kan rejse mellem disse verdener gennem Warp Lords, efter at tunnelerne, der forbandt de tre verdener blev forseglet med magi. Mens at Glorio bor i den Tredje Dæmonverden, arbejder han i den Første Verden, hvor Gomahs rige befinder sig. Efter at have landet skibet på overfladen, finder Son-Goku og Shin det til at være ganske lig jorden, men luften er tyk og besværlig at bevæge sig gennem grundet de gaser, der kommer fra lokale vulkaner. Trioen finder også ud af, at området er ganske fjendtligt, da de lokale indbyggere fremprovokerer et angreb uden advarsel. Efter at have taget sig af en gruppe banditter på et spisested i en nærtliggende by, sover de natten over i den lokale kro. Næste morgen opdager de dog, at Glorios skib er blevet stjålet af de samme banditer. |             |                                                  |                 |                   |                   |                     |
| 4 | 4           | "Oshaberi" (オシャベリ) Oversat: "Snakkesalig"   | Kan Murakami    | Yoshitaka Yashima | 1. november 2024  | Ikke vist i Danmark |
| Uden et skib fortsætter Glorio, Shin og Son-Goku nu deres rejse til fods, som den tunge atmosfære gør, at det er for anstrengende at flyve. Deres destination er Kongen af den Tredje Dæmon Verdens palads. Efter at have jaget monstre bort på deres rejse stopper gruppen ved en medicinal te-butik for et hvil. Mens de er der, anskaffer gruppen noget medicin, der minder om Senzu-bønner, og noget, der får dem, der spiser det, til at fusionere sig. De tager derfra på et himmelfrø, som skydes af sted som et missil. Efter at have fløjet på frøet, lander gruppen blot en dags rejse fra paladset. Men efter at have indset, at hver verden i Dæmonriget har én Dragekugle, som kan opnås ved at besejre deres Tamagami-krigervogtere, overbevise Son-Goku Glorio om at tage mod den nærmeste Dragekugles beskytter, efter de har været hos den Tredje Verdens Konges slot, hvilket er tilbage hvor de begyndte. Da de trænger til en pause, finde gruppen en nærtliggende by, hvor Gomahs håndlangere på groveste vist beskatter borgerne for guld, og tager år af deres livstid, hvis de ikke kan betale. Son-Goku blander sig, for at besejre håndlangerne, efter en ung dæmonpige forstyrrer soldaterne, som dernæst spørger ind til Son-Gokus intentioner. |             |                                                  |                 |                   |                   |                     |
| 5 | 5           | "Panji" (パンジ) Oversat: "Panzy"                | Yūichi Tsuzuki  | Yoshitaka Yashima | 8. november 2024  | Ikke vist i Danmark |
| Dæmonpigen, der kalder sig selv for Panzy, følger gruppen som de fortsætter på deres rejse, mens hun fortsat funderer over hvem, de er, og hvad, de har i sinde. Som en selv-erklæret opfinder, demonstrerer hun siden viden om den Tredje Verden ved at hjælpe dem på vej, samt at fremvise sine magiske evner, hvilket hun siger alle Dæmoner har. Samtidigt har Gomah planer om at opfostre Dende, så han kan lave nye Dragekugler til ham. Gruppen ankommer til paladset, Kadan-slot, hvor Panzy afslører, at hun er dets prinsesse. Son-Goku og Shin bliver introduceret for Panzys far, Kong Kadan, og fortæller om, hvordan de er blevet så unge, Dendes kidnapning og deres ønske om at besejre Gomah ved brug af Dæmonrigets tre Dragekugler. For at demonstrere hans styrke besejrer Son-Goku alle paladsets krigere, hvorved han erhverver sig Kadans tillid. Som de gør sig klar til at tage derfra, giver Kadan én af sine assistenter, Hybis, den opgave at hente de resterende Z-krigere fra jorden. Panzy overbeviser sin far om at lade hende tage med Son-Goku, mens Shin advarer Son-Goku om, at Glorio lader til at skjule sine sande intentioner. Kort efter de er lettet, styrter de dog ned på jorden igen. |             |                                                  |                 |                   |                   |                     |
| 6 | 6           | "Inazuma" (イナヅマ) Oversat: "Lyn"              | Gaku Yano       | Gaku Yano         | 15. november 2024 | Ikke vist i Danmark |
| 7 | 7           | "Kubiwa" (クビワ) Oversat: "Halsbånd"            | Ryûta Kawahara  | Ryûta Kawahara    | 22. november 2024 | Ikke vist i Danmark |
| 8 | 8           | "Tamagami" (タマガミ) Oversat: "Tamagami"        | Kazuya Karasawa | Kazuya Karasawa   | 29. november 2024 | Ikke vist i Danmark |
| 9 | 9           | "Touzoku" (トウゾク) Oversat: "Tyve"             | Takao Kiriyama  | Takao Kiriyama    | 6. december 2024  | Ikke vist i Danmark |
| 10 | 10          | "Unabara" (ウナバラ) Oversat: "Hav"              | Kan Murakami    | Yoshitaka Yashima | 13. december 2024 | Ikke vist i Danmark |
| 11 | 11          | "Densetsu" (デンセツ) Oversat: "Legende"         | Yūichi Tsuzuki  | Yoshitaka Yashima | 20. december 2024 | Ikke vist i Danmark |
| 12 | 12          | "Sokojikara" (ソコヂカラ) Oversat: "Sand styrke" | Kazuya Karasawa | Kazuya Karasawa   | 27. december 2024 | Ikke vist i Danmark |
| 13 | 13          | "Sapuraizu" (サプライズ) Oversat: "Overraskelse" | Aya Komaki      | Aya Komaki        | 10. januar 2025   | Ikke vist i Danmark |
| 14 | 14          | "Tabū" (タブー) Oversat: "Tabu"                  | Gaku Yano       | Gaku Yano         | 17. januar 2025   | Ikke vist i Danmark |
| 15 | 15          | "Sādoai" (サードアイ) Oversat: "Det tredje øje"  | Takao Kiriyama  | Takao Kiriyama    | 24. januar 2025   | Ikke vist i Danmark |
| 16 | 16          | "Degesu" (デゲス) Oversat: "Degesu"              | Ryûta Kawahara  | Ryûta Kawahara    | 31. januar 2025   | Ikke vist i Danmark |
| 17 | 17          | "Gomā" (ゴマー) Oversat: "Gomah"                 | Kazuya Karasawa | Kazuya Karasawa   | 7. februar 2025   | Ikke vist i Danmark |
| 18 | 18          | "Mezame" (メザメ) Oversat: "Opvågning"           | Kan Murakami    | Aya Komaki        | 14. februar 2025  | Ikke vist i Danmark |
| 19 | 19          | "Uragiri" (ウラギリ) Oversat: "Forræderi"        | Kazuya Karasawa | Kazuya Karasawa   | 21. februar 2025  | Ikke vist i Danmark |
| 20 | 20          | "Zenkai" (ゼンカイ) Oversat: "Maksimum"          | Aya Komaki      | Aya Komaki        | 28. februar 2025  | Ikke vist i Danmark |